# Национальная гвардия США
Национальная гвардия Соединённых Штатов (англ. National Guard of the United States) — вид вооружённых сил, формирования резерва, организованные Армией и ВВС США.
Формирования Национальной гвардии существуют в каждом штате и на территориях США, не являющихся штатами. Она имеет двойное подчинение: штату и федеральное.
Национальная гвардия представляет собой так называемый организованный резерв Вооруженных сил США (неорганизованный (индивидуальный) резерв состоит из лиц, имеющих достаточную военную выучку, которые сравнительно недавно закончили службу в войсках и не нуждаются в дополнительной подготовке).
Национальная гвардия может быть активирована в чрезвычайных ситуациях губернатором штата для выполнения различных задач внутри страны (ликвидация последствий стихийных бедствий, спасение граждан при серьёзных ситуациях, поддержание правопорядка в случае массовых волнений и другие), выполняя в таких случаях примерно те же функции, что и внутренние войска. Также по решению президента Соединённых Штатов Америки могут быть использованы для поддержки Армии и ВВС США, в том числе за пределами США.
Из последних событий Национальная гвардия участвовала в устранении массовых беспорядков в Лос-Анджелесе в 1992 году (в мероприятиях по подавлению беспорядков участвовало 9975 национальных гвардейцев), охране общественного порядка после террористической атаки 11 сентября 2001 года, устранении последствий урагана Катрина (в спасательной операции в зоне бедствия участвовало 43 тысячи бойцов Национальной гвардии США), в войнах США в Ираке и Афганистане, через последнюю прошло более 300 000 гвардейцев.
Численность Национальной гвардии на 2009 год составляла 467 587 человек. Служба в Национальной гвардии добровольная и совмещается с работой по основной специальности.

## Законодательство о Национальной гвардии
Конгресс США принял различные законы, которые регулируют деятельность Национальной гвардии:
1. Акт о милиции 1792 года;
2. Акт о восстаниях 1807 года;
3. Акт о милиции 1862 года;
4. Раздел 18 Кодекса США, секция 1385: Акт Поссе Комитатус 18 июня 1878 года;
5. Поправки милицейского кодекса 1881—1892 годов;
6. Акт о милиции 1903 года;
7. Акт о национальной безопасности 1916 года;
8. Поправки к акту о национальной безопасности 1920 года;
9. Акт о мобилизации Национальной гвардии 1933 года;
10. Акт о национальной безопасности 1947 года;
11. Политика единых вооруженных сил 1973 года;
12. Поправка Монтгомери к акту о национальной безопасности 1987 года;
13. Акт о национальной безопасности Джона Уорнера 2007 года;
14. Акт о национальной безопасности 2008 года.

 «Двойной статус» личного состава соединений.
«Двойной статус» военнослужащих организованного резерва ВС США обусловлен исторически и закреплен в нормативно-правовом отношении.

Действуя в составе НГ, они руководствуются положениями, обозначенными в Титуле 32 «Национальная оборона» Свода федеральных законодательных актов США, и имеют статус представителя штата. В случае привлечения военнослужащего к военной службе в составе или совместно с регулярными силами в действие вступают положения Титула 10 «Вооруженные силы» Свода законов США, а сам он приобретает статус федерального служащего. Военнослужащие же «интегрированных» дивизий будут находиться под двойной юрисдикцией (штата и федерального правительства) постоянно, то есть фактически приблизятся к статусу военнослужащих регулярных СВ. — Подполковник А. Медин, капитан Н. Балуков, «Перспективы создания в Сухопутных войсках США "Интегрированных дивизий"», ЗВО № 01/2001, стр. 12 — 16

## История

### Ранние годы
Утверждение, что Национальная гвардия старше самой американской нации и вооружённых сил США, основывается на том, что 181-й пехотный полк, 182-й пехотный полк, 101-й артиллерийский полк и 101-й инженерный батальон Национальной гвардии Массачусетса являются прямыми потомками полка колонии Массачусетского залива, который был образован свыше 370 лет назад. 13 декабря 1636 года законодательное собрание колонии Массачусетского залива решило объединить разрозненные отряды милиции в Северный, Южный и Восточный полки с целью повышения подотчетности колониальному правительству, эффективности и ответственности в конфликтах с пекотами. По данному акту все белые мужчины с 16 до 60 лет были обязаны иметь оружие и защищать их общины: участвовать в ночном карауле и в еженедельных учениях. После образования Соединенных Штатов на основе этих полков была сформирована милиция штата Массачусетс.
В XIX веке регулярная армия Соединённых Штатов была очень немногочисленной, и поэтому правительство активно использовало милицию во время войны 1846 года с Мексикой, гражданской войны, а также испано-американской войны 1898 года.

### XX век
Во время Первой мировой войны солдатами Национальной гвардии было укомплектовано более 40 % американских дивизий во Франции. Во время Второй мировой войны на фронт были посланы более 300 тысяч национальных гвардейцев. Около 140 тысяч национальных гвардейцев участвовали в Корейской войне.
Однако служба в рядах Национальной Гвардии США вызывала неоднозначное отношение к ней граждан во времена Вьетнамской войны. Объяснялось это тем, что формирования Национальной Гвардии не участвовали в этой войне. В связи с этим многие молодые люди из обеспеченных слоёв населения предпочитали попасть на службу именно в Национальную Гвардию, чтобы избежать отправки во Вьетнам. В числе отслуживших в годы Вьетнамской войны из видных политиков следует указать на Джорджа Буша-младшего.

«…Я убежден, что неимущие были призваны в армию, а те, у кого были деньги, зная, что творится во Вьетнаме, пошли служить в Национальную Гвардию, чтобы не попасть на войну…»
— R. Ebert «A Life in a Year». www.vietnamwar.ru. Дата обращения: 12 января 2019..

### XXI век
Формирования Национальной гвардии сыграли важную роль в обеспечении безопасности и восстановлении после урагана Катрина в сентябре 2005 года.
В январе и феврале 2007 года формирования Национальной гвардии из 8 штатов были мобилизованы для помощи в уборке снега, перевозке сена для голодающего крупного рогатого скота, перевозке продуктов питания и предметов первой необходимости нуждающимся людям, в управлении дорожным движением и спасении нуждающихся автомобилистов после снегопада, пронесшегося по всей стране.
На февраль 2006 года ВВС Национальной гвардии насчитывало около 106 000 человек, а Армия Национальной гвардии — около 325 000 человек.
В 2005 году сообщалось, что члены и резервисты Национальной гвардии составляют самую большую долю фронтовых вооружённых сил за всю военную историю США (около 43 % в Ираке и 55 % в Афганистане). В 2011 году начальник штаба армии генерал Джордж Кейси-младший заявил, что «каждая бригада национальной гвардии была задействована в Ираке или Афганистане, и более 300 000 национальных гвардейцев участвовали в этих войнах».
Армия Национальной гвардии организована в 28 боевых бригад и 78 бригад обеспечения после реформирования в рамках реорганизации Армии США.
8 июня 2025 года в ответ на беспорядки организованные антифа из-за антимиграционных рейдов в Лос-Анджелесе по приказу президента США Дональда Трампа в город были введены 2000 бойцов национальной гвардии. 

## Состав
В состав Национальной гвардии входят:
- Армия Национальной гвардии США
- Военно-воздушные силы Национальной гвардии США

## Система комплектования
Служба в Национальной гвардии совмещается с работой по основной специальности. В Национальную гвардию ежегодно (в среднем) поступает около 60 тысяч мужчин и женщин. Они обязаны проходить боевую подготовку на индивидуальных и групповых занятиях (48 четырёхчасовых программ по выходным дням в год), их также направляют в двухнедельные лагеря, подключают к войсковым и командно-штабным учениям вместе с регулярными частями. Руководителей организаций могут привлечь к уголовной ответственности, если они помешают своим сотрудникам — национальным гвардейцам выполнять поставленные государством задачи.
Кроме основных выплат за службу в Национальной гвардии, гвардейцы имеют право на надбавки для оплаты жилья, денежные компенсации для приобретения униформы (от 200 до 1200 долларов в год), оплата расходов на лечение, имеют возможность покупать продукты и товары в военных магазинах, заправлять автомобили на военных станциях, где цена в два раза ниже, чем в среднем по стране. Уволившись после 20-летней службы, гвардейцы получают также весьма существенные надбавки к пенсии, которые полностью освобождены от налогообложения.
При объявлении мобилизации или чрезвычайного положения части Национальной гвардии включаются в состав регулярных войск. Так, во время войны в Персидском заливе 1991 года было призвано 245 тысяч резервистов, что составило половину общей численности американских войск, сосредоточенных тогда в Саудовской Аравии.